# Stor-Lappsjön (Burträsks socken, Västerbotten, 714964-172750)
Stor-Lappsjön är en sjö i Skellefteå kommun i Västerbotten och ingår i Rickleåns huvudavrinningsområde. Sjön har en area på 0,296 kvadratkilometer och ligger 140,9 meter över havet. Sjön avvattnas av vattendraget Lappsjöbäcken.

## Delavrinningsområde
Stor-Lappsjön ingår i det delavrinningsområde (715002-172812) som SMHI kallar för Mynnar i Rickleån. Medelhöjden är 177 meter över havet och ytan är 17,51 kvadratkilometer. Det finns inga avrinningsområden uppströms utan avrinningsområdet är högsta punkten. Lappsjöbäcken som avvattnar avrinningsområdet har biflödesordning 2, vilket innebär att vattnet flödar genom totalt 2 vattendrag innan det når havet efter 46 kilometer. Avrinningsområdet består mestadels av skog (73 procent). Avrinningsområdet har 0,34 kvadratkilometer vattenytor vilket ger det en sjöprocent på 1,9 procent. Bebyggelsen i området täcker en yta av 0,09 kvadratkilometer eller 1 procent av avrinningsområdet.